# Lány (okres Kladno)
Lány (dříve též Lahna, německy Lana) jsou obec v okrese Kladno ve Středočeském kraji asi dvacet kilometrů západně od Prahy a pět kilometrů jihovýchodně od Nového Strašecí. Žije zde přibližně 2 300 obyvatel.

## Historie
První písemná zmínka o Lánech se vztahuje k roku 1392, kdy je v erekčních knihách zmíněn rytíř Hašek z Lán.
Lánský zámek používal jako své letní sídlo v letech 1921 až 1937 prezident T. G. Masaryk. 
V roce 2009 se obec umístila na druhém místě v celostátním kole soutěže Vesnice roku.

### Územněsprávní začlenění
Dějiny územněsprávního začleňování zahrnují období od roku 1850 do současnosti. V chronologickém přehledu je uvedena územně administrativní příslušnost obce v roce, kdy ke změně došlo:
- 1850 země česká, kraj Praha, politický okres Rakovník, soudní okres Nové Strašecí[6]
- 1855 země česká, kraj Praha, soudní okres Nové Strašecí[6]
- 1868 země česká, politický okres Slaný, soudní okres Nové Strašecí[6]
- 1937 země česká, politický okres Slaný expozitura Nové Strašecí, soudní okres Nové Strašecí[7]
- 1939 země česká, Oberlandrat Kladno, politický okres Slaný expozitura Nové Strašecí, soudní okres Nové Strašecí[8]
- 1942 země česká, Oberlandrat Praha, politický okres Slaný expozitura Nové Strašecí, soudní okres Nové Strašecí[9]
- 1945 země česká, správní okres Slaný expozitura Nové Strašecí, soudní okres Nové Strašecí[10]
- 1949 Pražský kraj, okres Nové Strašecí[11]
- 1960 Středočeský kraj, okres Rakovník[12]
- 2007 Středočeský kraj, okres Kladno[13]

### Rok 1932
V obci Lány (přísl. Vašírov, 1578 obyvatel, poštovní úřad, telegrafní úřad, telefonní úřad, četnická stanice, katol. kostel, sbor dobrovolných hasičů) byly v roce 1932 evidovány tyto živnosti a obchody: lékař, obchod s automobily, cukrář, čalouník, obchod s dobytkem, důl Anglicko-české kamenouhelné a.s., 3 obchody s dřívím, elektrárna, galanterie, 3 holiči, 6 hostinců, hotel, důlní inženýr, 2 kapelníci, klempíř, kolář, konsum Včela, kovář, krejčí, lakýrník, 2 výčepy lihovin, malíř akademický malíř, 5 obuvníků, pekař, 2 pokrývači, 2 porodní asistentky, povozník, 2 řezníci, sedlář, 4 obchody se smíšeným zbožím, spořitelní a záložní spolek pro Lány, obchod se střižním zbožím, 3 švadleny, 3 trafiky, 2 truhláři, státní velkostatek, obchod se zemskými plodinami.

## Obyvatelstvo
| Rok            | 1869  | 1880  | 1890 | 1900  | 1910  | 1921  | 1930  | 1950  | 1961  | 1970  | 1980  | 1991  | 2001  | 2011  | 2021  |
| -------------- | ----- | ----- | ---- | ----- | ----- | ----- | ----- | ----- | ----- | ----- | ----- | ----- | ----- | ----- | ----- |
| Počet obyvatel | 1 111 | 1 025 | 977  | 1 109 | 1 170 | 1 152 | 1 323 | 1 227 | 1 404 | 1 422 | 1 494 | 1 479 | 1 471 | 1 471 | 2 046 |
| Počet domů     | 118   | 120   | 117  | 128   | 130   | 139   | 207   | 260   | 355   | 324   | 348   | 402   | 420   | 547   | 547   |

## Části obce
- Lány
- Vašírov

## Pamětihodnosti
- prezidentské letní sídlo zámek Lány se zámeckým parkem a rozsáhlá Lánská obora
- hrob prvního čsl. prezidenta T. G. Masaryka a jeho ženy Charlotty na místním hřbitově (též syna Jana a dcery Alice)
- Muzeum T. G. Masaryka (pobočka Muzea T. G. M. Rakovník)
- Jezdecká socha T. G. Masaryka od Petra Nováka z roku 2010
- Muzeum sportovních automobilů
- Lánská koněspřežka, zbytky
- Vodní nádrž Klíčava z velké části v oboře
- zřícenina Jivno v oboře
- Starý zámek - nepatrné zbytky málo známého hradu Sobín při okraji zalesněného svahu nad Vašírovem
- Dohodový dub
- Lánské nádraží roku 1960 přejmenované na Stochov
- přírodní rezervace Údolí Klíčavy
- Vila malíře Horníka projektovaná Dušanem Jurkovičem (František Horník-Lánský 1898-1955, Jiří Horník 1916-1961)[17]
- Přírodní koupaliště z roku 1939

Na Lánském hřbitově se každoročně u příležitosti výročí narození (7. března) a úmrtí (14. září) prezidenta T. G. Masaryka koná pietní akt s kladením věnců prezidenta republiky, předsedy Senátu, dalších státních orgánů a demokratických organizací (Masarykovo demokratické hnutí, Sokol, Skaut, Konfederace politických vězňů, Čs. obec legionářská, Čs. svaz bojovníků za svobodu aj.) i hudby a příslušníků hradní stráže, za účasti veřejnosti. 
V tyto dny je se vstupem volným otevřeno i Muzeum T. G. Masaryka v Lánech (v bývalé zámecké sýpce) se stálou expozicí i příležitostnými výstavami a pamětní síň doktorky Alice Masarykové v budově Čs. červeného kříže. Zpravidla bývá přístupný i park lánského zámku – sídla prezidenta republiky.

## Osobnosti
- Tomáš Garrigue Masaryk (Hodonín 1850–Lány 1937) – 1. čs. prezident, filozof, sociolog, politik a novinář
- Charlotta Garrigue Masaryková (New York 1850–Lány 1923) – choť TGM, feministka, příležitostná publicistka
- Alice Garrigue Masaryková (Vídeň 1879– Chicago 1966) – 1. předsedkyně Čs. červeného kříže, feministka, socioložka, pohřbena v Lánech
- Jan Masaryk (Praha 1886- Praha 1948) - ministr zahraničí, syn TGM, pohřben v Lánech
- Miloš Zeman – (Kolín 1944-) předseda ČSSD (1993–2001), předseda vlády ČR (1998–2002), prezident České republiky (2013–2023)

## Doprava
- Silniční doprava – Obcí vede silnice II/236 v úseku Křivoklát - Lány - Smečno - Slaný. V obci končí silnice II/116 Beroun - Nižbor - Lány.

- Železniční doprava – Železniční trať ani stanice na území obce nejsou. Nejblíže obci je železniční stanice Stochov (do roku 1960 Lány) ve vzdálenosti 2 km ležící na trati 120 z Prahy a Kladna do Rakovníka.

- Autobusová doprava – V obci zastavovaly v červnu 2011 autobusové linky jedoucí do těchto cílů: Kladno, Nové Strašecí, Praha, Rakovník, Řevničov, Slaný.[21]

## Fotografie

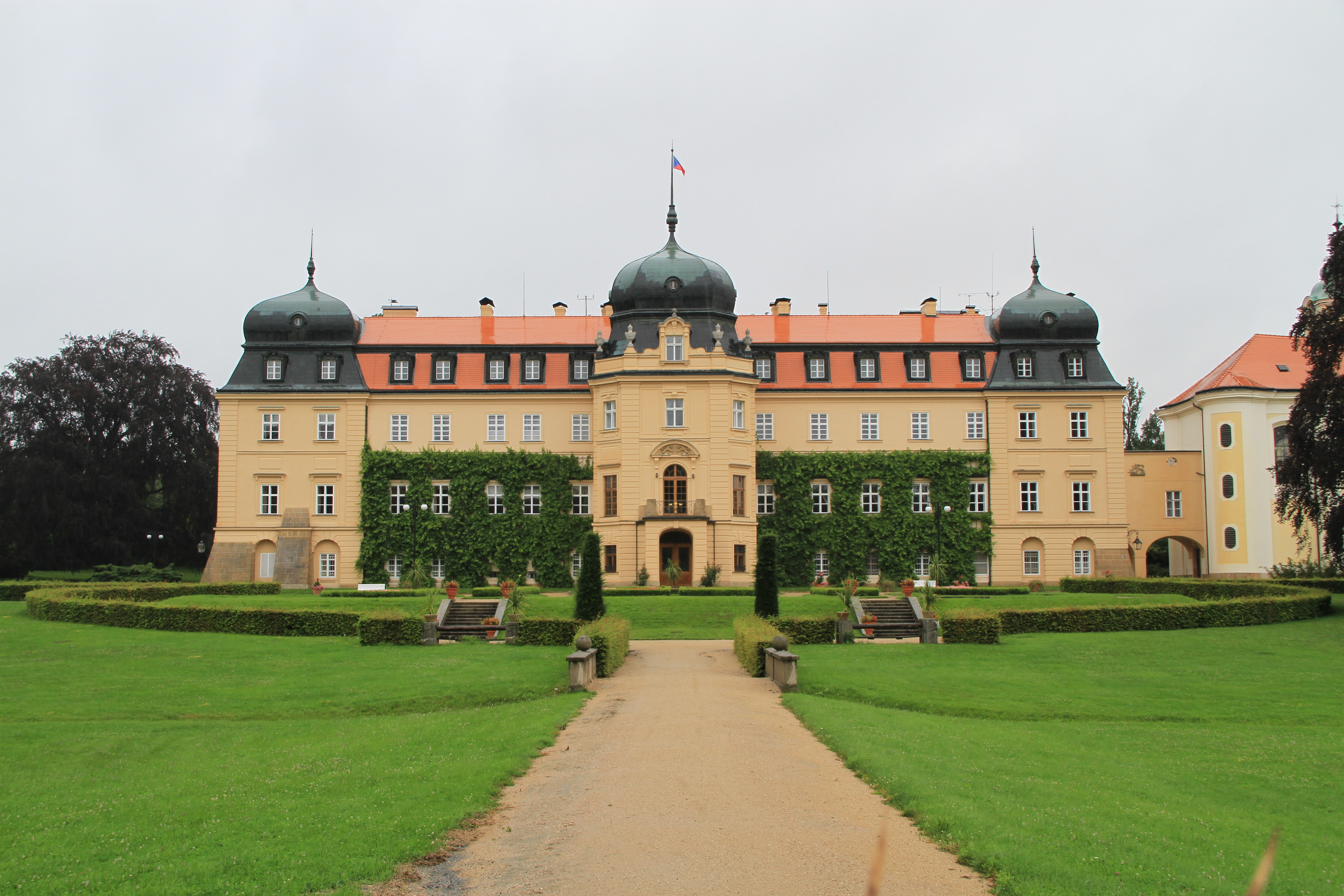
Zámek Lány
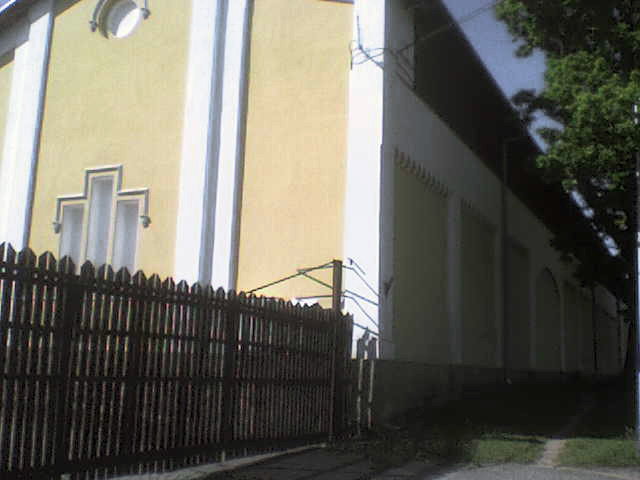
Konírna
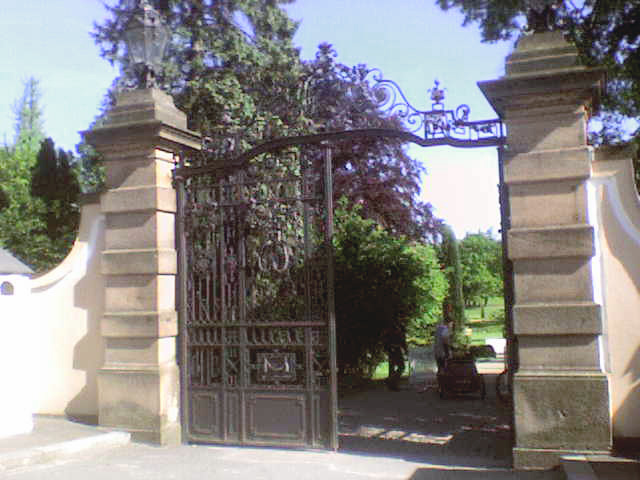
Vstup do zámku
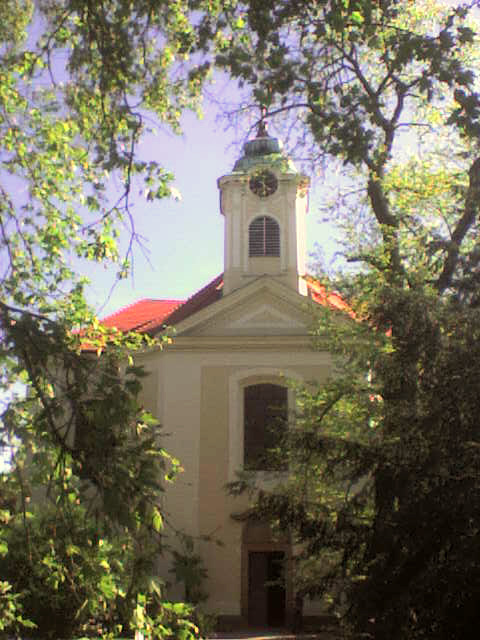
Kostel Nejsvětějšího Jména Ježíš
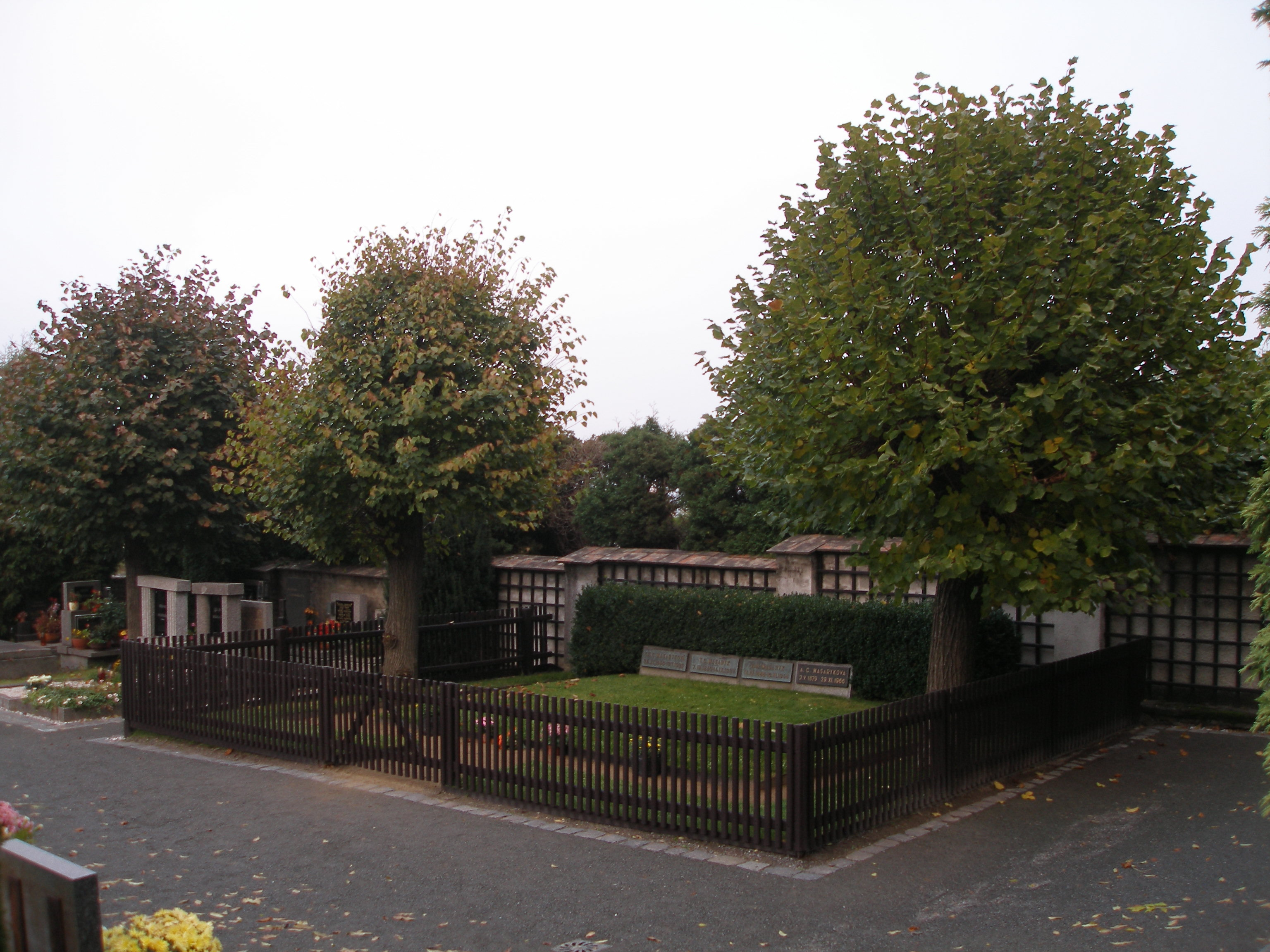
Hrob Charlotty Garrigue Masarykové, Tomáše Garrigue Masaryka, Jana Masaryka a Alice Garrigue Masarykové